# Mr. Jones (film, 1993)
Pour les articles homonymes, voir Mr. Jones.
Pour plus de détails, voir Fiche technique et Distribution.
Mr. Jones ou M. Jones au Québec, est un film américain réalisé par Mike Figgis, sorti en 1993.

## Synopsis
Généreux, attachant, plein de charme, Mr. Jones est un homme exceptionnel. Cependant il souffre d'une maladie psychique que les médecins appellent une psychose maniaco-dépressive qui l'entraine parfois à des actes inconsidérés, mettant en danger sa propre sécurité et celle des autres. Après un excès d'enthousiasme pour Beethoven, il se retrouve à l'hôpital psychiatrique où le docteur Elizabeth Bowen le prend en charge. C'est le début de la guérison et d'une belle histoire d'amour.

## Fiche technique
- Titre original et français : Mr. Jones
- Titre québécois : M. Jones
- Réalisation : Mike Figgis
- Scénario : Eric Roth et Michael Cristofer, d'après une histoire d'Eric Roth
- Musique : Maurice Jarre
- Photographie : Juan Ruiz Anchía
- Montage : Tom Rolf
- Production : Debra Greenfield et Alan Greisman
- Société de production : Rastar Productions
- Société de distribution : Columbia TriStar Films (France) et TriStar Pictures (États-Unis)
- Pays :  États-Unis
- Genre : Drame et romance
- Durée : 114 minutes
- Date de sortie en salles : 8 octobre 1993 (États-Unis), 19 janvier 1994 (France)

## Distribution
- Richard Gere (VF : Richard Darbois) : M. Jones
- Lena Olin (VF : Évelyn Séléna) : le Dr Elizabeth Bowen
- Anne Bancroft (VF : Paule Emanuele) : le Dr Catherine Holland
- Tom Irwin (VF : Vincent Violette) : le Dr Patrick Shaye
- Delroy Lindo (VF : Benoît Allemane) : Howard
- Bruce Altman (VF : Patrick Guillemin) : David
- Lauren Tom (VF : Brigitte Berges) : Amanda Chang
- Thomas Kopache (VF : Jean-Pierre Leroux) : M. Wilson
- Lucinda Jenney : Christine
- Kelli Williams : Kelli
- Taylor Negron : Jeffrey
- Irene Tsu : Mme Chang
- Bill Pullman : un ouvrier du chantier de construction (non crédité)